# 中國新華電視
中國新華電視控股有限公司，簡稱中國新華電視控股及中國新華電視（英語：CNC Holdings Limited，港交所：8356），在2012年1月16日由進業控股有限公司更名而來。
現時業除了在香港經營水務工程服務、道路工程、渠務服務以及地盤平整工程外，也經營亞太地區電視播放業務，主席為張浩。總部位於香港灣仔告士打道108號光大中心27樓2708-10室。於2016年1月,該公司市值大約為10億元。

## 連結
- cnctv.hk（页面存档备份，存于）